# Aquae in Byzacena
Aquae in Byzacena (łac. Aquensis in Byzacena) – stolica historycznej diecezji w Cesarstwie rzymskim w prowincji Byzacena, współcześnie w Tunezji. Obecnie katolickie biskupstwo tytularne.

## Biskupi tytularni
| Lp. | Biskup                                  | Funkcja                                       | Od                   | Do               |
| --- | --------------------------------------- | --------------------------------------------- | -------------------- | ---------------- |
| 1   | Hendrick Joseph Cornelius Maria de Cocq | wikariusz apostolski Wysp Cooka               | 10 lutego 1964       | 21 czerwca 1966  |
| 2   | Livio Reginaldo Fischione               | wikariusz apostolski Riohacha (Kolumbia)      | 29 września 1966     | 10 czerwca 2009  |
| 3   | Milton Kenan Júnior                     | biskup pomocniczy São Paulo (Brazylia)        | 28 października 2009 | 5 listopada 2014 |
| 4   | Jorge Martín Torres Carbonell           | biskup pomocniczy Lomas de Zamora (Argentyna) | 21 listopada 2014    | 30 czerwca 2020  |
| 5   | Nikołaj Dubinin                         | biskup pomocniczy Moskwy (Rosja)              | 30 lipca 2020        |                  |